# Муниципальное образование Залесское

Объединение сельских поселений в 2009 году

Муниципальное образование Залесское — сельское поселение в составе Устюженского района Вологодской области.
Центр — деревня Малое Восное.
Крупнейшие деревни — Малое Восное, Ярцево.
Образовано 1 января 2006 года в соответствии с Федеральным законом № 131 «Об общих принципах организации местного самоуправления в Российской Федерации».

## География
Расположено на юге района. Граничит:
- на севере с Устюженским сельским поселением,
- на востоке с Никифоровским и Никольским сельскими поселениями,
- на западе с Пестовским районом Новгородской области.

Центр сельского поселения — деревня Малое Восное — расположена в 25 км от районного центра.
По территории сельского поселения проходит автодорога Р8. Северо-западная граница поселения проходит по реке Молога, по территории протекают её притоки Ижина и Кать (с притоком Маравруша). Часть границы с Новгородской областью проходит по Маравруше и Кати.

## История
В 1959 году Грязнодубровский, Крутецкий и Залесский сельсоветы были объединены в Залесский. На территории сельсовета было 13 колхозов. В 1960 году колхозы «Осовиахим», «Роща», «Красная деревня», «Наука», «Урожай», «Дунай», «Им. 7 съезда Советов», «На страже» объединились в колхоз «Родина», а «Победа», «Красный партизан», «Доброволец», «Глуховская», «Красный Октябрь» — в «Доброволец».
В 1999 году был утверждён список населённых пунктов Вологодской области. Согласно этому списку в состав Устюженского района входили:
- Залесский сельсовет (ОКАТО 19 250 808, 24 населённых пункта),
- Хрипелевский сельсовет (ОКАТО 19 250 852, 11 населённых пунктов)[2].

1 января 2006 года в составе Устюженского района были образованы
- Залесское сельское поселение с центром Малое Восное, в которое вошёл Залесский сельсовет,
- Хрипелевское сельское поселение с центром Степачево, в которое вошёл Хрипелевский сельсовет.

9 апреля 2009 года сельские поселения Залесское и Хрипелевское были объединены в Залесское с центром в деревне Малое Восное.

## Населённые пункты
В состав сельского поселения входят 35 деревень.
| Населённый пункт         | ОКАТО          | Рег. номер | Расстояние до районного центра, км | Расстояние до центра поселения, км | Индекс | Координаты                      |
| ------------------------ | -------------- | ---------- | ---------------------------------- | ---------------------------------- | ------ | ------------------------------- |
| деревня Асташкино        | 19 250 808 002 | 6627       | 33                                 | 7                                  | 162803 | 58°37′33″ с. ш. 36°13′42″ в. д. |
| деревня Балахтимерево    | 19 250 852 002 | 6827       | 16                                 |                                    | 162800 | 58°44′45″ с. ш. 36°18′31″ в. д. |
| деревня Большое Восное   | 19 250 808 003 | 6628       | 23                                 | 6                                  | 162800 | 58°43′25″ с. ш. 36°12′28″ в. д. |
| деревня Большое Помясово | 19 250 808 004 | 6629       | 28                                 | 8                                  | 162800 | 58°45′08″ с. ш. 36°08′31″ в. д. |
| деревня Бренчиха         | 19 250 808 006 | 6630       | 38                                 | 12                                 | 162800 | 58°37′08″ с. ш. 36°15′12″ в. д. |
| деревня Возгриха         | 19 250 808 007 | 6631       | 25                                 | 5                                  | 162800 | 58°41′18″ с. ш. 36°08′19″ в. д. |
| деревня Глухово-1        | 19 250 808 008 | 6632       | 26                                 | 6                                  | 162800 | 58°44′07″ с. ш. 36°07′49″ в. д. |
| деревня Глухово-2        | 19 250 808 009 | 6633       | 26                                 | 6                                  | 162800 | 58°43′58″ с. ш. 36°08′06″ в. д. |
| деревня Грязная Дуброва  | 19 250 808 010 | 6634       | 31                                 | 5                                  | 162800 | 58°38′15″ с. ш. 36°11′09″ в. д. |
| деревня Давыдовское      | 19 250 808 011 | 6635       | 23                                 | 3                                  | 162802 | 58°43′11″ с. ш. 36°14′23″ в. д. |
| деревня Давыдовское      | 19 250 852 003 | 6828       | 14                                 |                                    | 162801 | 58°45′40″ с. ш. 36°15′36″ в. д. |
| деревня Денисово         | 19 250 808 012 | 6636       | 37                                 | 17                                 | 162800 | 58°43′27″ с. ш. 36°03′16″ в. д. |
| деревня Дорино           | 19 250 808 013 | 6637       | 23                                 | 13                                 | 162800 | 58°45′21″ с. ш. 36°03′45″ в. д. |
| деревня Дубровка         | 19 250 852 004 | 6829       | 16                                 |                                    | 162800 | 58°46′27″ с. ш. 36°13′07″ в. д. |
| деревня Залесье          | 19 250 808 019 | 6638       | 23                                 | 3                                  | 162802 | 58°42′19″ с. ш. 36°10′14″ в. д. |
| деревня Захаровское      | 19 250 852 005 | 6830       | 15                                 |                                    | 162800 | 58°46′24″ с. ш. 36°21′17″ в. д. |
| деревня Зыково           | 19 250 808 015 | 6639       | 27                                 | 1                                  | 162800 | 58°41′05″ с. ш. 36°11′04″ в. д. |
| деревня Избищи           | 19 250 808 016 | 6640       | 31                                 | 11                                 | 162800 | 58°45′58″ с. ш. 36°04′58″ в. д. |
| деревня Квашнино         | 19 250 852 006 | 6831       | 11                                 |                                    | 162800 | 58°47′06″ с. ш. 36°17′55″ в. д. |
| деревня Крутец           | 19 250 808 017 | 6641       | 35                                 | 15                                 | 162804 | 58°46′01″ с. ш. 36°01′07″ в. д. |
| деревня Куреваниха       | 19 250 852 007 | 6832       | 20                                 |                                    | 162800 | 58°47′04″ с. ш. 36°09′45″ в. д. |
| деревня Лухнево          | 19 250 808 018 | 6642       | 36                                 | 16                                 | 162800 | 58°44′15″ с. ш. 36°03′53″ в. д. |
| деревня Малая Дубровочка | 19 250 808 020 | 6643       | 28                                 | 2                                  | 162800 | 58°40′09″ с. ш. 36°11′00″ в. д. |
| деревня Малое Восное     | 19 250 808 001 | 6626       | 26                                 | 0                                  | 162802 | 58°41′10″ с. ш. 36°11′51″ в. д. |
| деревня Малое Помясово   | 19 250 808 021 | 6644       | 28                                 | 8                                  | 162800 | 58°45′08″ с. ш. 36°07′59″ в. д. |
| деревня Перговищи        | 19 250 808 022 | 6645       | 35                                 | 15                                 | 162800 | 58°46′42″ с. ш. 36°02′29″ в. д. |
| деревня Самсоново        | 19 250 808 024 | 6646       | 27                                 | 7                                  | 162800 | 58°44′50″ с. ш. 36°07′17″ в. д. |
| деревня Старое Квасово   | 19 250 852 008 | 6833       | 19                                 |                                    | 162800 | 58°46′16″ с. ш. 36°10′45″ в. д. |
| деревня Старое Малое     | 19 250 808 026 | 6647       | 22                                 | 1                                  | 162800 | 58°41′26″ с. ш. 36°08′15″ в. д. |
| деревня Степачево        | 19 250 852 001 | 6826       | 12                                 |                                    | 162801 | 58°46′37″ с. ш. 36°17′06″ в. д. |
| деревня Терентьево       | 19 250 808 027 | 6648       | 29                                 | 3                                  | 162800 | 58°39′14″ с. ш. 36°10′52″ в. д. |
| деревня Тюхтово          | 19 250 852 009 | 6834       | 17                                 |                                    | 162800 | 58°44′55″ с. ш. 36°20′08″ в. д. |
| деревня Хрипелево        | 19 250 852 010 | 6835       | 14                                 |                                    | 162800 | 58°47′33″ с. ш. 36°16′48″ в. д. |
| деревня Чупрово          | 19 250 852 011 | 6836       | 18                                 |                                    | 162800 | 58°44′06″ с. ш. 36°20′32″ в. д. |
| деревня Ярцево           | 19 250 808 028 | 6649       | 34                                 | 14                                 | 162802 | 58°45′00″ с. ш. 36°02′55″ в. д. |

## Археология и палеогенетика
В деревне Куреваниха, рядом с местом впадения реки Кать в Мологу находится комплекс курганов XI — XII веков. Весной 2008 года могильник у деревни Куреваниха, включающий сопки и полусферические курганы, был варварски разрушен грабительскими раскопками. У образца VK160 определена митохондриальная гаплогруппа	C4a1a+195 и Y-хромосомная гаплогруппа R1a1a1b1a1a1c1c-YP415/FGC20517, у образца VK161 определена митохондриальная гаплогруппа	T2b и Y-хромосомная гаплогруппа CE.